# Поло на слонах

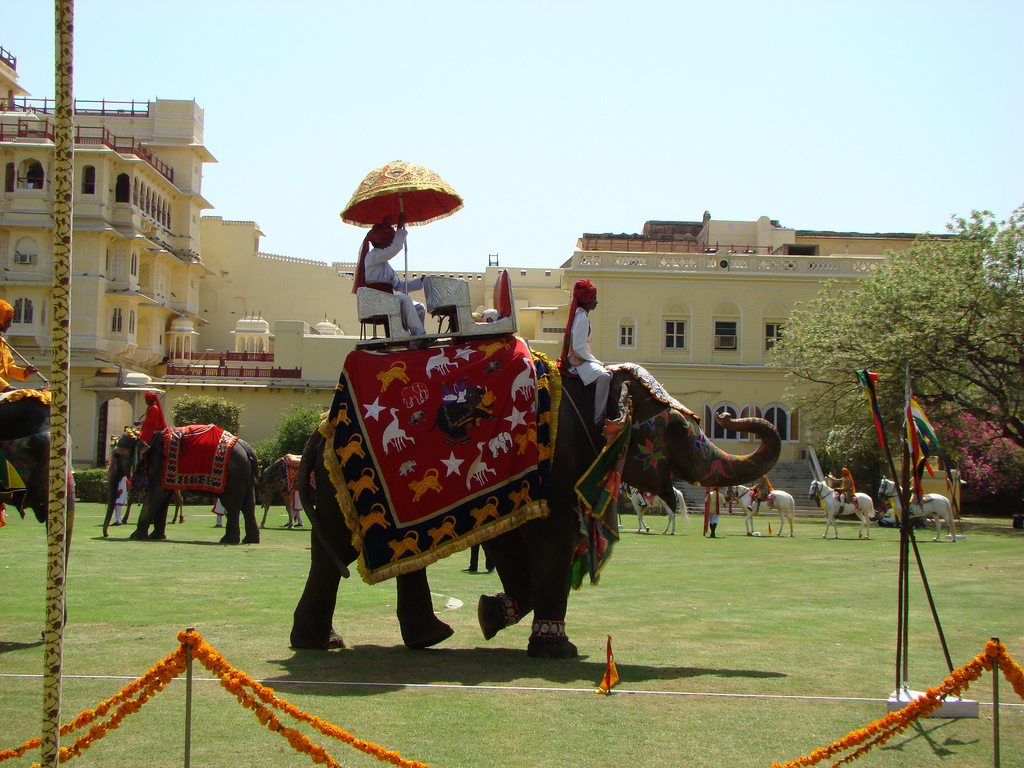
Поло на слонах, Индия

Поло на слонах — вид спорта, разновидность поло, распространенная в Юго-Восточной Азии. Играется на поле около 200 метров в длину. На слоне во время игры находятся погонщик и собственно игрок.

## История игры
В поло на слонах начали играть в начале XX века английские аристократы, приезжавшие в Азию. Как вид спорта слоновье поло сформировалось в конце XX века. Всемирная ассоциация поло на слонах была создана в 1982 году в национальном парке Читван (Непал). Основателями были Джеймс Манкларк и швейцарец Джим Эдвардс.
Сначала в качестве мяча использовали футбольный, однако выяснилось, что слонам нравится топтать и схлопывать мячи. Тогда в слоновьем поло стал использоваться снаряд поменьше — стандартный мяч для поло. Бамбуковые клюшки тоже заимствованы из обычного конного поло, длина их различается в зависимости от размеров слона (от 1,8 до 2,7 м). Игроки фиксированы к животному веревочными стременами и петлями вокруг бедер. Если упряжь разболталась, и игроку грозит падение, матч временно приостанавливается. Количество игроков в команде варьирует, однако на международных соревнованиях команды имеют по два, реже по три слона на поле одновременно.

## Соревнования
С 1985 года регулярно проходят чемпионаты мира по поло на слонах. Большинство турниров выиграли команды Непала. В декабре 2007 года чемпионом мира стала команда Гонконга.